# Wad Madani
Wad Madani (tiếng Ả Rập: ود مدني) hay Wad Medani là thủ phủ bang Al Jazirah, Sudan. Thành phố nằm trên bờ tây của sông Nin Xanh, cách Khartoum gần 136 km về phía đông nam. Vào năm 2008, dân số của Wad Madani là 345.290 người.

## Khí hậu
Wad Madani có khí hậu sa mạc nóng (phân loại khí hậu Köppen BWh).
| Dữ liệu khí hậu của Wad Madani          | Dữ liệu khí hậu của Wad Madani | Dữ liệu khí hậu của Wad Madani | Dữ liệu khí hậu của Wad Madani | Dữ liệu khí hậu của Wad Madani | Dữ liệu khí hậu của Wad Madani | Dữ liệu khí hậu của Wad Madani | Dữ liệu khí hậu của Wad Madani | Dữ liệu khí hậu của Wad Madani | Dữ liệu khí hậu của Wad Madani | Dữ liệu khí hậu của Wad Madani | Dữ liệu khí hậu của Wad Madani | Dữ liệu khí hậu của Wad Madani | Dữ liệu khí hậu của Wad Madani |
| Tháng                                   | 1                              | 2                              | 3                              | 4                              | 5                              | 6                              | 7                              | 8                              | 9                              | 10                             | 11                             | 12                             | Năm                            |
| --------------------------------------- | ------------------------------ | ------------------------------ | ------------------------------ | ------------------------------ | ------------------------------ | ------------------------------ | ------------------------------ | ------------------------------ | ------------------------------ | ------------------------------ | ------------------------------ | ------------------------------ | ------------------------------ |
| Trung bình ngày tối đa °C (°F)          | 34 (93)                        | 35 (95)                        | 38 (100)                       | 40 (104)                       | 41 (105)                       | 39 (102)                       | 36 (96)                        | 34 (93)                        | 35 (95)                        | 37 (98)                        | 36 (96)                        | 34 (93)                        | 37 (98)                        |
| Tối thiểu trung bình ngày °C (°F)       | 18 (65)                        | 20 (68)                        | 21 (70)                        | 23 (73)                        | 24 (75)                        | 24 (75)                        | 23 (73)                        | 23 (73)                        | 22 (71)                        | 21 (69)                        | 20 (68)                        | 18 (65)                        | 21 (70)                        |
| Lượng Giáng thủy trung bình cm (inches) | 0 (0)                          | 0 (0)                          | 0 (0)                          | 0.25 (0.1)                     | 1.5 (0.6)                      | 2.8 (1.1)                      | 11 (4.3)                       | 12 (4.9)                       | 5.1 (2)                        | 1.5 (0.6)                      | 0 (0)                          | 0 (0)                          | 34 (13.5)                      |
| Nguồn: Weatherbase                      |                                |                                |                                |                                |                                |                                |                                |                                |                                |                                |                                |                                |                                |

## Kinh tế
Wad Madani là trung tâm của ngành trồng bông. Tại đây, hoạt động buôn bán lúa mì, đậu phộng, lúa mạch và gia súc cũng được thực hiện.

## Giao thông
Wad Madani được kết nối với các thành phố lân cận Khartoum, Sennar và Al Qadarif bằng đường bộ và đường sắt. Một sân bay (IATA: DNI, ICAO: HSWD) đã từng phục vụ nơi này nhưng hiện tại không còn hoạt động.

## Giáo dục
Các cơ sở giáo dục tại thành phố này bao gồm Đại học Al Jazirah và Đại học Wad Medani Ahlia.

## Người nổi tiếng
- Amin Mekki Medani, luật sư
- Alexander Siddig, diễn viên người Anh gốc Sudan
- Abdel Aziz El Mubarak, ca sĩ và trưởng ban nhạc
- Ibrahim Al Kashif, ca sĩ và nhạc sĩ